# Диаграмма Крускала — Секереша
Диагра́мма Кру́скала — Се́кереша — диаграмма для наглядного представления свойств пространства-времени вблизи черной дыры. По вертикали расположена ось времени, по горизонтали ось пространства. В верхней части диаграммы расположена область сингулярности в будущем, в нижней части диаграммы расположена область сингулярности в прошлом. В левой части диаграммы находится одна внешняя Вселенная при {\displaystyle r=-\infty ,} в правой части диаграммы находится другая внешняя вселенная {\displaystyle r=\infty .} Это представление позволяет объяснить многие парадоксы свойств пространства-времени вблизи и внутри черных дыр. Диаграмма Крускала — Секереша была предложена независимо Мартином Крускалом и Дьёрдем Секерешем в 1960 г.